# بازیابی ویندوز
بازیابی ویندوز (انگلیسی: System Restore) یک ابزار برای بازیابی در سیستم عامل‌های ویندوز شرکت مایکروسافت می‌باشد که از نسخه ویندوز Me به بعد، وجود دارد. البته این قابلیت در سیستم عامل‌های سرور مایکروسافت وجود ندارد. با این قابلیت، می‌توان تنظیمات فعلی سیستم عامل و فایل‌های آن را به حالت پیش فرض ویندوز برگرداند.

بازیابی ویندوز از هیچ‌یک از فایل‌های شخصی نسخه پشتیبان نمی‌گیرد و فقط برای پشتبان‌گیری از تنظیمات و فایل‌های سیستمی ساخته شده‌است. بازیابی ویندوز با استفاده از یک قابلیت به نام System Protection داده‌ها و فایل‌های Restore point را ایجاد و نگهداری می‌کند. Restore pointها داده‌هایی شامل کلیدها و مقادیر رجیستری و فایل‌های سیستمی و همچنین فایل‌هایی با پسوندهای خاص را در خود حفظ می‌کند و System restore نیز با استفاده از این Restore Pointها، تنظیمات را به زمانی که فایل‌های Restore point ایجاد شده‌اند، تغییر می‌دهد.